# Калашников Олексій Георгійович
Олексій Георгійович Калашников (28 лютого 1803, місто Москва, тепер Російська Федерація — 1 січня 1962, місто Москва, тепер Російська Федерація) — радянський діяч, міністр освіти РРФСР, професор (1926), доктор фізико-математичних наук (1946), дійсний член Академії педагогічних наук РРФСР (1947). Депутат Верховної Ради СРСР 2-го скликання (в 1947—1950 роках).

## Життєпис
У 1917 році закінчив фізико-математичний факультет Московського університету.
У 1917—1919 роках — викладач гімназії, викладач учительської семінарії в Москві.
З 1919 року працював у Народному комісаріаті освіти РРФСР.
У 1921—1923 роках — завідувач Московського відділу професійної освіти.
З 1923 року — завідувач сектору педагогічної освіти Головного управління професійної освіти; завідувач редакційного сектору Державного видавництва.
У 1926—1930 роках — заступник директор Науково-дослідного інституту наукової педагогіки.
У 1931—1938 роках — у Науково-дослідному інституті політехнічної праці (освіти; середньої школи).
У 1938—1941 роках — в Інституті геофізики Академії наук СРСР.
У 1941—1945 роках — в Інституті теоретичної фізики Академії наук СРСР.
Член ВКП(б) з 1942 року.
У 1945 — квітні 1946 року — заступник народного комісара освіти РРФСР.
19 квітня 1946 — 24 січня 1948 року — міністр освіти РРФСР.
Знятий з посади міністра 24 січня 1948 року після звинувачення з боку КПК у непартійній поведінці та політичній короткозорості, викликаної лояльним ставленням до Зінаїди Наумівни Гінзбург, колеги, яка була заарештована як член родини ворога народу.
З 1949 року — в групі прогнозу аналізу землетрусів Інституту геофізики Академії наук СРСР.
З 1953 року — в Інституті методів навчання Академії педагогічних наук СРСР.
У 1957 — 1 січня 1962 року — редактор журналу «Політехнічне навчання».
Помер 1 січня 1062 року в Москві. Похований на Новому Донському цвинтарі Москви.

## Нагороди
- два ордени Трудового Червоного Прапора (6.03.1945, 27.03.1954)
- медалі